# Visnye
Visnye is een plaats (község) en gemeente in het Hongaarse comitaat Somogy. Visnye telt 218 inwoners (2001).